# Saint-Benoît-d'Hébertot
Saint-Benoît-d'Hébertot är en kommun i departementet Calvados i regionen Normandie i norra Frankrike. Kommunen ligger i kantonen Pont-l'Évêque som ligger i arrondissementet Lisieux. År 2022 hade Saint-Benoît-d'Hébertot 467 invånare.

## Befolkningsutveckling
Antalet invånare i kommunen Saint-Benoît-d'Hébertot
Referens:INSEE